# Tunabergskyrkan
Tunabergskyrkan är en kyrkobyggnad i Uppsala i Uppsala stift. Kyrkan är distriktskyrka i Gamla Uppsala församling och ligger i stadsdelen Tuna backar.

## Kyrkobyggnaden
År 1967 invigdes den första Tunabergskyrkan som var en monteringsbar vandringskyrka. Nuvarande kyrka uppfördes efter ritningar av arkitekterna Istvan Iles och Tomas Blom från Uppsala. På Heliga Trefaldighetssöndagen den 2 juni 1996 invigdes kyrkan av biskop Tord Harlin.
Arkitekternas avsikt var att kyrkobyggnaden skulle smälta in med övrig bebyggelse, samtidigt som det skulle synas att det är en kyrka. Pastorsexpedition och kyrka är ihopbyggda. Kyrkan har ett stort takfönster och stora sidofönster. Ingången till kyrkorummet ligger i västra hörnet medan koret ligger i det östra. Kyrkorummet har ett kalkstensgolv med finslipad yta. Golvet är lagt i mönster med huvudsakligen gråbrun och ljusgrå kalksten.

## Inventarier
- Dopfunten som fanns i gamla kyrkan består av en mörk marmorskål som vilar på en träfot.
- En cembalo är byggd 1975 av orgelbyggare Mats Arvidsson.
- En julkrubba av trä är tillverkad av Eva Spångberg.
- Kyrkklockan är gjuten av Bergholtz klockgjuteri i Sigtuna till den gamla kyrkan år 1967.

### Orgel
Den nuvarande orgeln byggdes 1967 av Grönlunds Orgelbyggeri AB, Gammelstad. Orgeln är mekanisk med slejflåda och har ett tonomfång på 56/27. Orgeln omintonerades 1988 av Tomas Svenske, Knivsta.
| Manual        | Pedal   |
| Gedackt 8'    | Bihängd |
| Rörflöjt 4'   |         |
| Principal 2'  |         |
| Kvinta 1 1⁄3' |         |

### Webbkällor
- Gamla Uppsala församling informerar
- Wikimedia Commons har media som rör Tunabergskyrkan.